# Alteración de los minerales

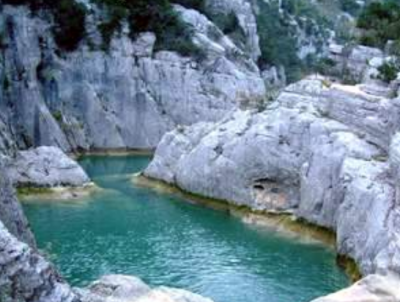
Al nivel del barranco de Les Arcs, el nivel máximo de las aguas está marcado por la banda beige calcárea, revelada por la abrasión mecánica, y el cinturón verde de algas. Por arriba, la alteración microbiana de la piedra caliza forma sobre la roca perforada de costras biológicas azul-grisáceas formadas por biofilms que albergan una comunidad de microorganismos (bacterias, microalgas).

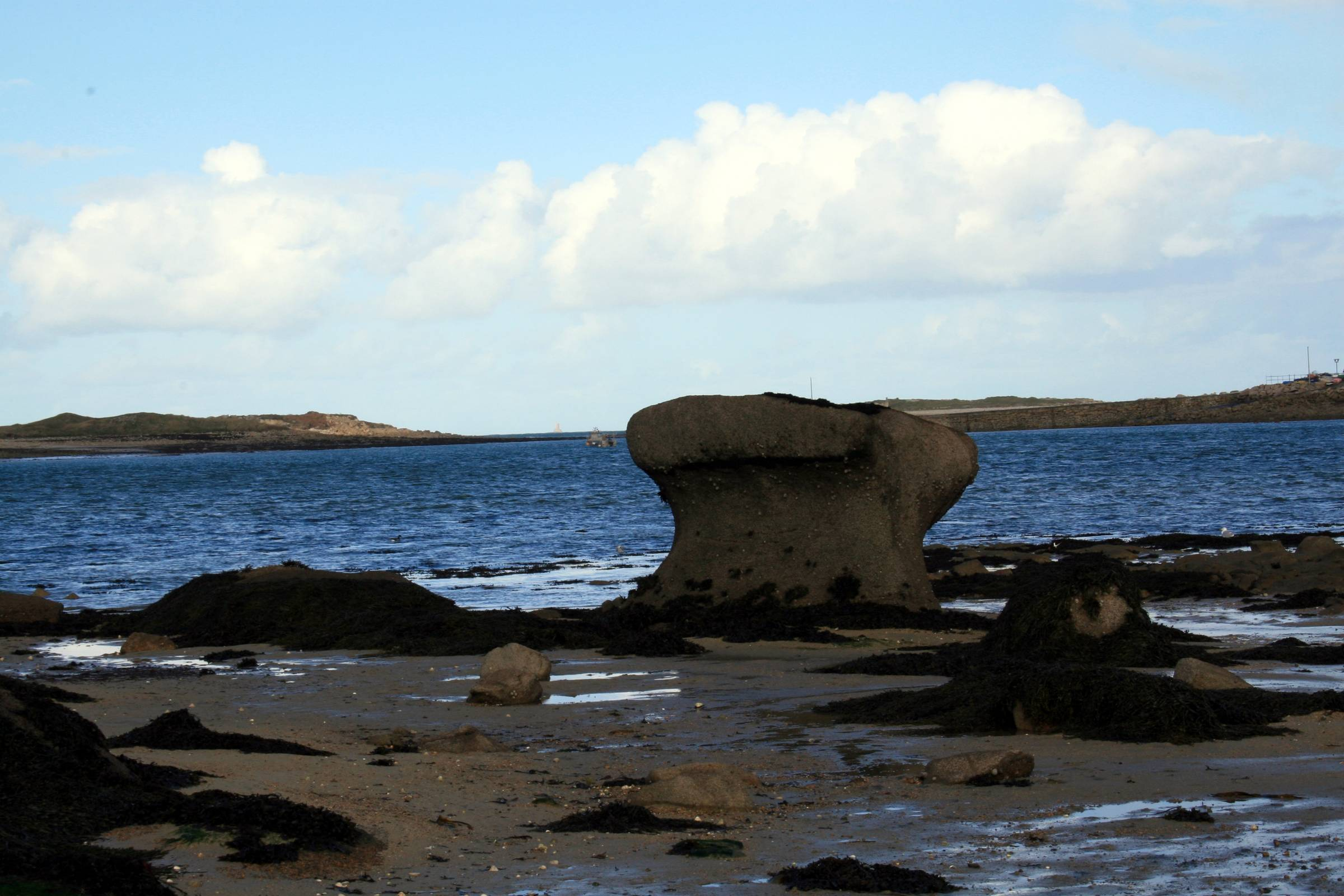
Muesca de pedogénesis: este bloque granítico de un caos, despojado de su ganga de arena, caído al nivel del suelo, muestra rastros de pedogénesis como resultado del ataque de su parte enterrada por los ácidos húmicos y fúlvicos. Aislado sobre el estran, forma un «hongo de mar».

En geología, la alteración de los minerales es el conjunto de las modificaciones de las propiedades fisicoquímicas de los minerales y, por lo tanto, de las rocas, por reacciones abióticas —agentes atmosféricos en el origen de la alteración meteorológica o meteorización, aguas subterráneas responsable de la alteración del subsuelo, aguas termales en el origen de la alteración hidrotermal— o bióticas —raíces de plantas involucradas en la microdivisión, comunidades microbianas telúricas específicas: cianobacterias, micro hongos, arqueobacterias, que colonizaron las rocas y los minerales en la Tierra durante miles de millones de años—. Depende en particular del clima, de la temperatura de las aguas, de la naturaleza de las rocas y de su grado de fractura, así como de la interacción entre las plantas, los hongos micorrícicos y las comunidades bacterianas (rizosfera, mineralosfera, hidrosfera... una «melodía de esferas» que acompaña a la alteración).
También se habla de alteraciones en las transformaciones de las rocas de la superficie de los asteroides y de otros cuerpos celestes como la luna, principalmente debidas a impactos meteoríticos y que conducen a la formación de un regolito.
Este proceso de transformación tiene lugar in situ, lo que lo distingue de la remodelación que implica transformaciones con desplazamiento de materiales que permanecen cerca del lugar de origen, y de la erosión que corresponde a las transformaciones con evacuación hacia el exterior de los materiales.
En algunos contextos, las diferencias con el metamorfismo de bajas presiones y temperatura pueden no estar claras, particularmente en el caso del hidrotermalismo.

## Generalidades
La alteración mineral se rige esencialmente por las leyes de la termodinámica relacionadas con la conservación de la energía, relevantes para las condiciones ambientales, a menudo en presencia de catalizadores, siendo el agua el más común e influyente (H
2O).
El grado y las escalas de tiempo en que se alteran los diferentes minerales varían según el producto inicial y sus propiedades físicas y la susceptibilidad a la alteración. Algunos minerales como el cuarzo y el circón son altamente resistentes a la alteración en condiciones climáticas normales. Sin embargo, el cuarzo puede cambiar a stishovita con presión intensa, y el circón a criotolita (un circón metamíctico) con cantidad de componentes radiactivos y tiempo.
En algunas circunstancias, un mineral se altera manteniendo su forma externa, conocida como pseudomorfo.
La alteración mineral es claramente diferente del metamorfismo del proceso de alteración de la roca. También difiere de la intemperie. Sin embargo, estos procesos ayudan en la alteración mineral. Algunos minerales son miembros de una serie de soluciones sólidas y son muestras de una gama de cambios de composición en un continuo, y por lo tanto no son productos de 'alteración mineral'.

## Alteración de rocas granito-gneisicas

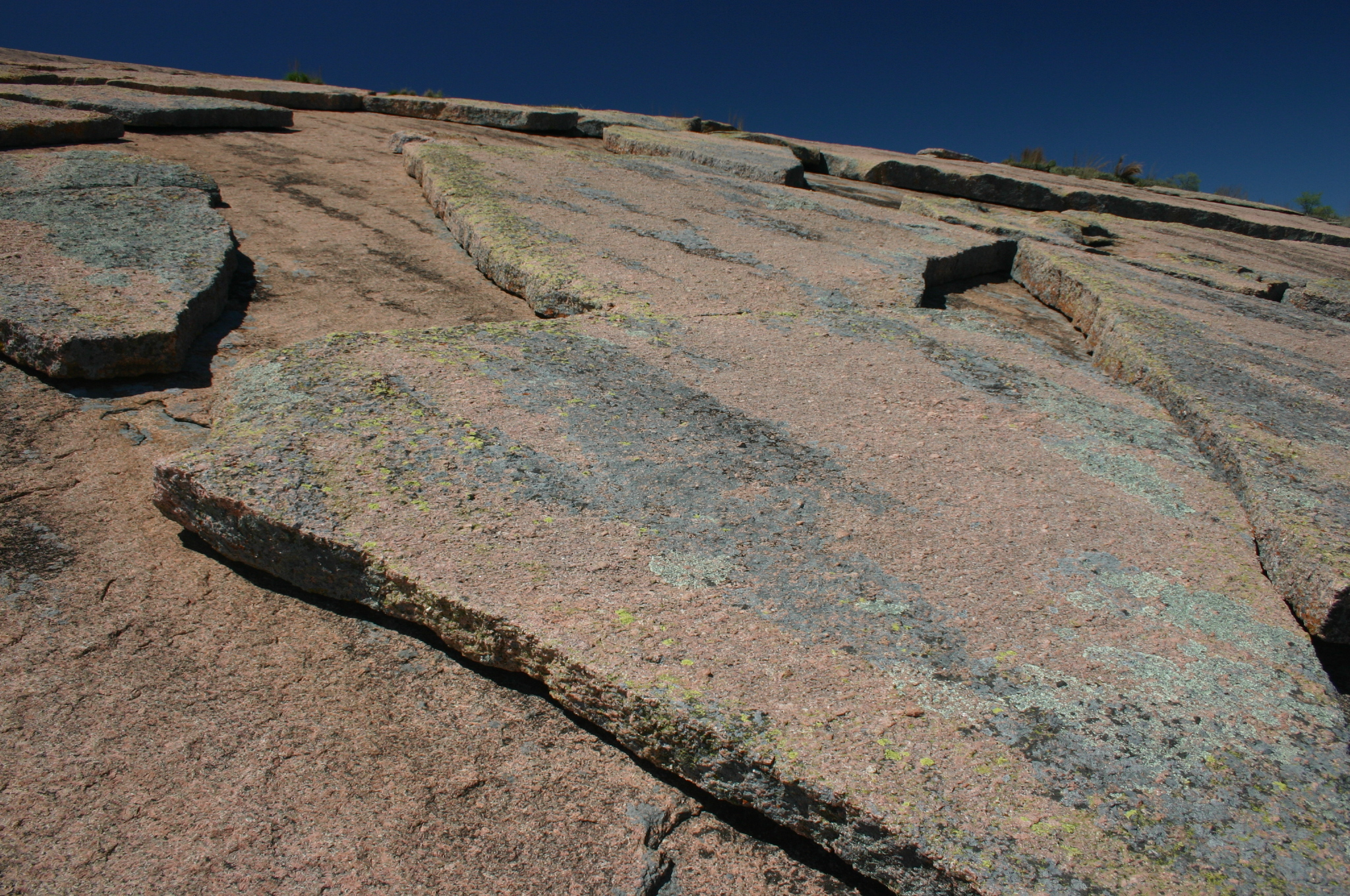
Exfoliación en «cáscaras de cebolla» en un caos granítico.

Las rocas granito-gneisicas son las principales rocas presentes en la superficie de los continentes. Su composición es la de un granito en sentido amplio: cuarzo, micas, feldespatos, posiblemente anfíboles, piroxenos, granates.
Su friabilidad, más o menos grande, combinada con la alteración y la arenización que progresa hacia abajo a una velocidad que varía de 1 a 300 mm por 1000 años, explican la diferencia en los perfiles del paisaje. La alteración de los granitos suaves da relieves angulares. La descamación  de los granitos alcalinos, más resistentes, forma placas grandes (llamadas «cáscaras de cebolla»).

### Efecto del clima

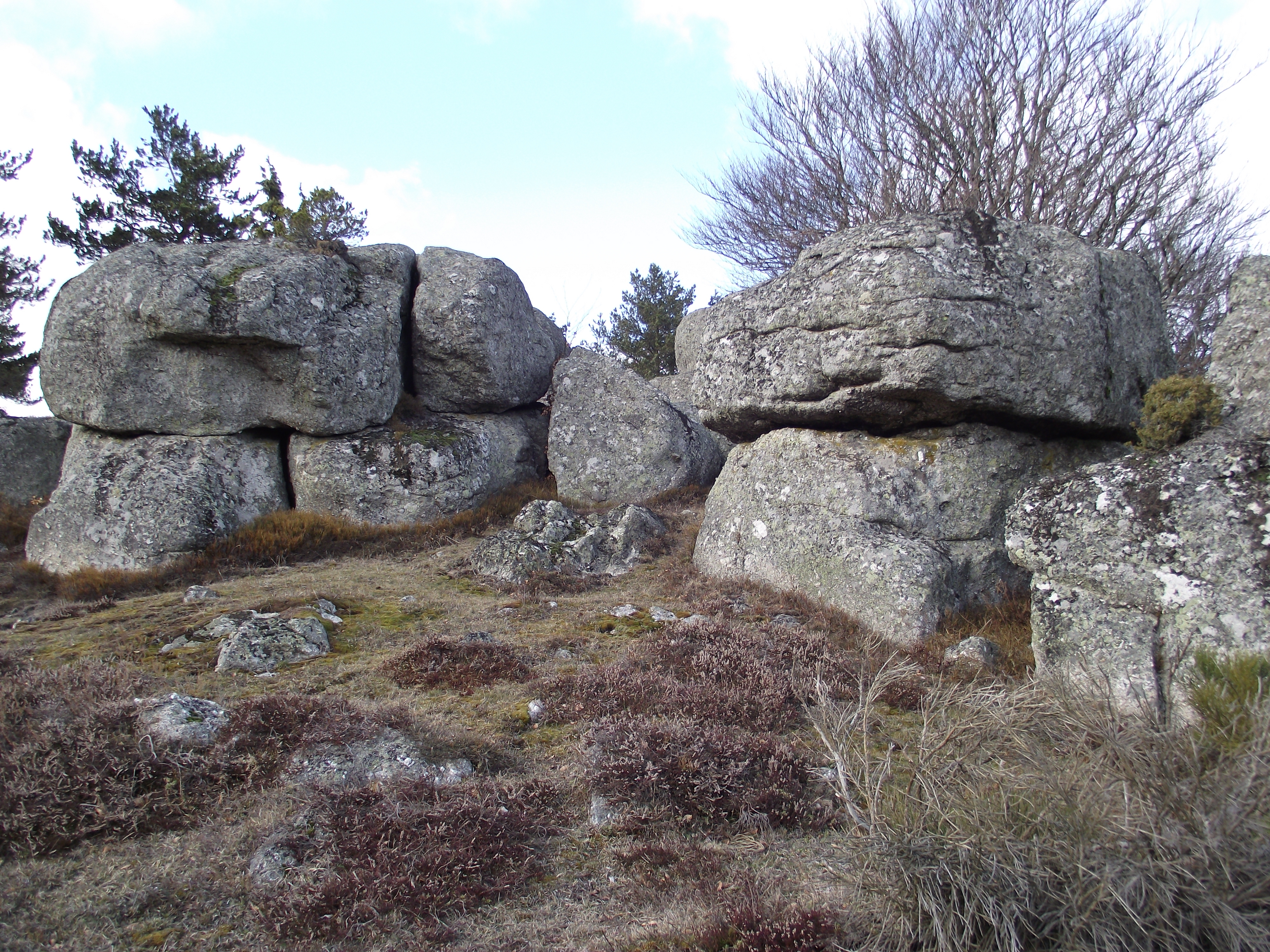
Caos granítico en el Este de los montes de Aubrac (Macizo Central), una región rica en formaciones de este tipo..

La alteración de estas rocas depende en gran medida de la presencia de agua. Por lo tanto, está directamente relacionada con la altura de las precipitaciones. La alteración es casi nula en los desiertos secos, como en el desierto del Sahara, donde la erosión es puramente mecánica. También es muy limitada en entornos donde el agua líquida es escasa, como es el caso de la alta montaña o en las regiones en latitudes altas (climas polares). Otros factores físicos entran en juego: aire (viento sobre las rocas de superficie, burbujas de aire sobre las rocas subterráneas), la temperatura (crioclastia, termoclastia).·
En las áreas donde las precipitaciones no son despreciables, la alteración es importante. Se distinguen dos casos principales: alteración en climas templados (latitudes medias) y alteración en clima ecuatorial.

#### En clima templado

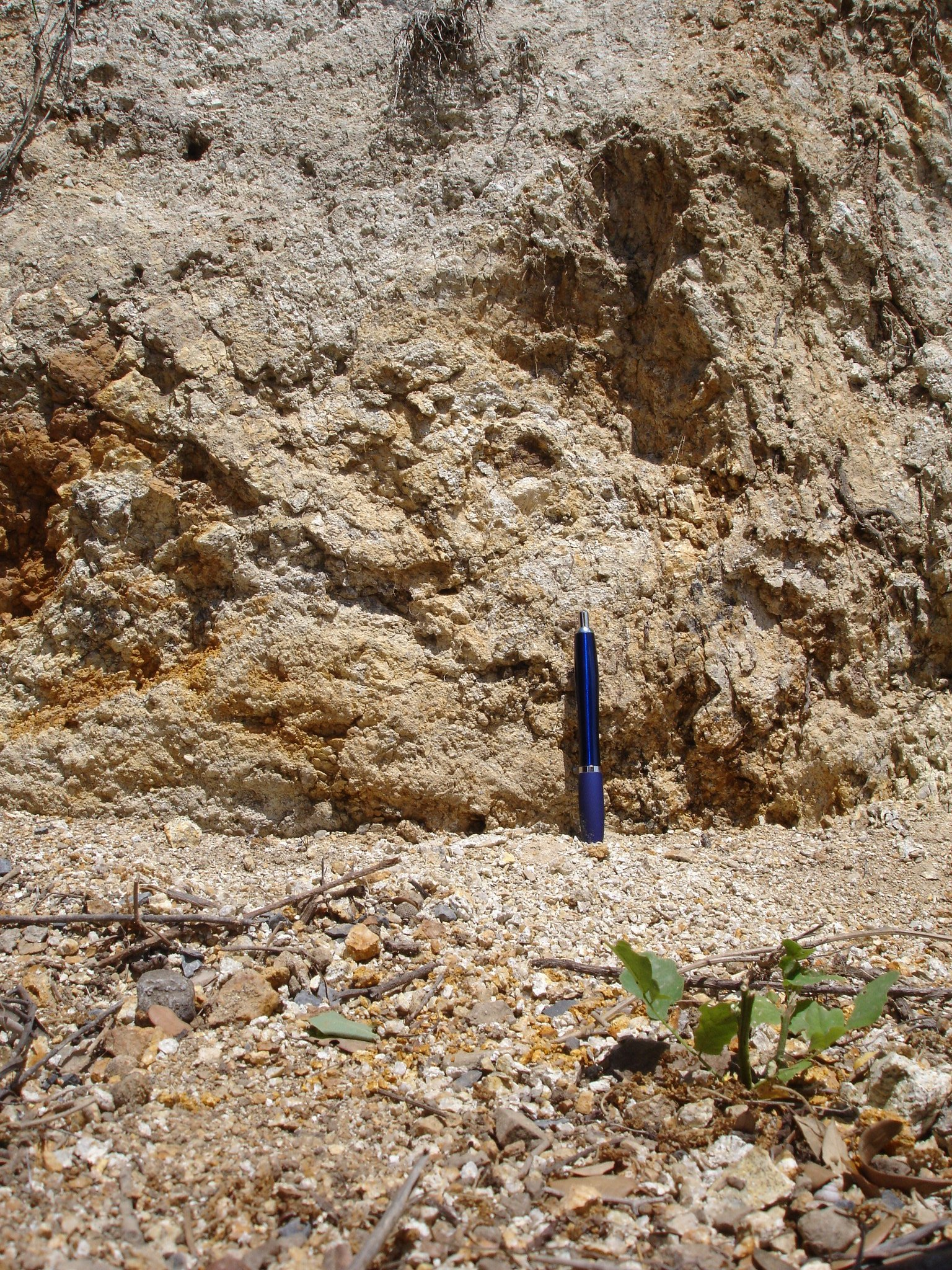
Granito descompuesto y arena granítica en el caos de granito de Targasonne cerca de Font-Romeu-Odeillo-Via.

Las regiones templadas se caracterizan por las alturas de precipitaciones medias (generalmente entre 500 y 1500 mm/año) y temperaturas medias (medias anuales de 5 a 15 °C), con una fuerte variación invierno-verano.
La alteración de las rocas graníticas en estas áreas se caracteriza por una degradación parcial de los minerales constituyentes del granito.
- El cuarzo se solubiliza, en forma soluble Si(HO
4, pero la abundancia moderada de agua y la baja temperatura limitan la velocidad de lixiviación. Por lo tanto, una gran parte del cuarzo permanece presente.
- Los feldespatos están en su mayoría degradados. La alta solubilidad de los iones K+
 y Na+
, en particular, entraña su rápida lixiviación y desestabiliza la estructura cristalina de los feldespatos. Esta solubilidad es aún más importante si el agua es ácida (presencia de ácidos orgánicos o inorgánicos, de CO2) o rica en moléculas quelantes.[12] La acidez permite una sustitución de los cationes constitutivos del feldespato (K+
, Na+
, Ca2+
) por los protones H+
 presentes en el agua. En cuanto al cuarzo, la sílice está moderadamente solubilizada. En cuanto al aluminio, forma con agua el precipitado Al(OH)
3, que es insoluble. Esto da como resultado la formación de minerales hidratados muy pobres en los cationes K+
, Na+
, Ca2+
, ligeramente empobrecidos en sílice y, por lo tanto, relativamente enriquecidos en aluminio. Estos son arcillas, especialmente las de la familia de la esmectita (Si/Al = 2 a 2,4) o illitas (Si/Al = 1,5).

La alteración es aún más importante ya que el agua puede penetrar profundamente en la roca. Así, se ve favorecida por la presencia de fisuras o diaclasas, incluso de microdivisiones. El proceso de disolución también está influenciado por la temperatura o el potencial redox de la solución (acción sobre los minerales ferro-magnésicos).
Los constituyentes no alterados (algunos feldespatos, granos de cuarzo, pero también moscovitas) se encuentran disociados y mezclados con la arcilla de alteración en forma de arena conocida como arena granítica. En las regiones graníticas, se puede observar comúnmente la transición entre granito fresco, granito en vías de alteración (roca relativamente friable) y arena granítica.
Los paisajes resultantes de la alteración de los granitos en los climas templados son bastante característicos y se denominan caos granítico. La presencia de bolos de granito fresco que sufrieron alteraciones ha dado lugar al nombre de «alteración en bolos» para este tipo de alteración.

#### En clima ecuatorial y tropical

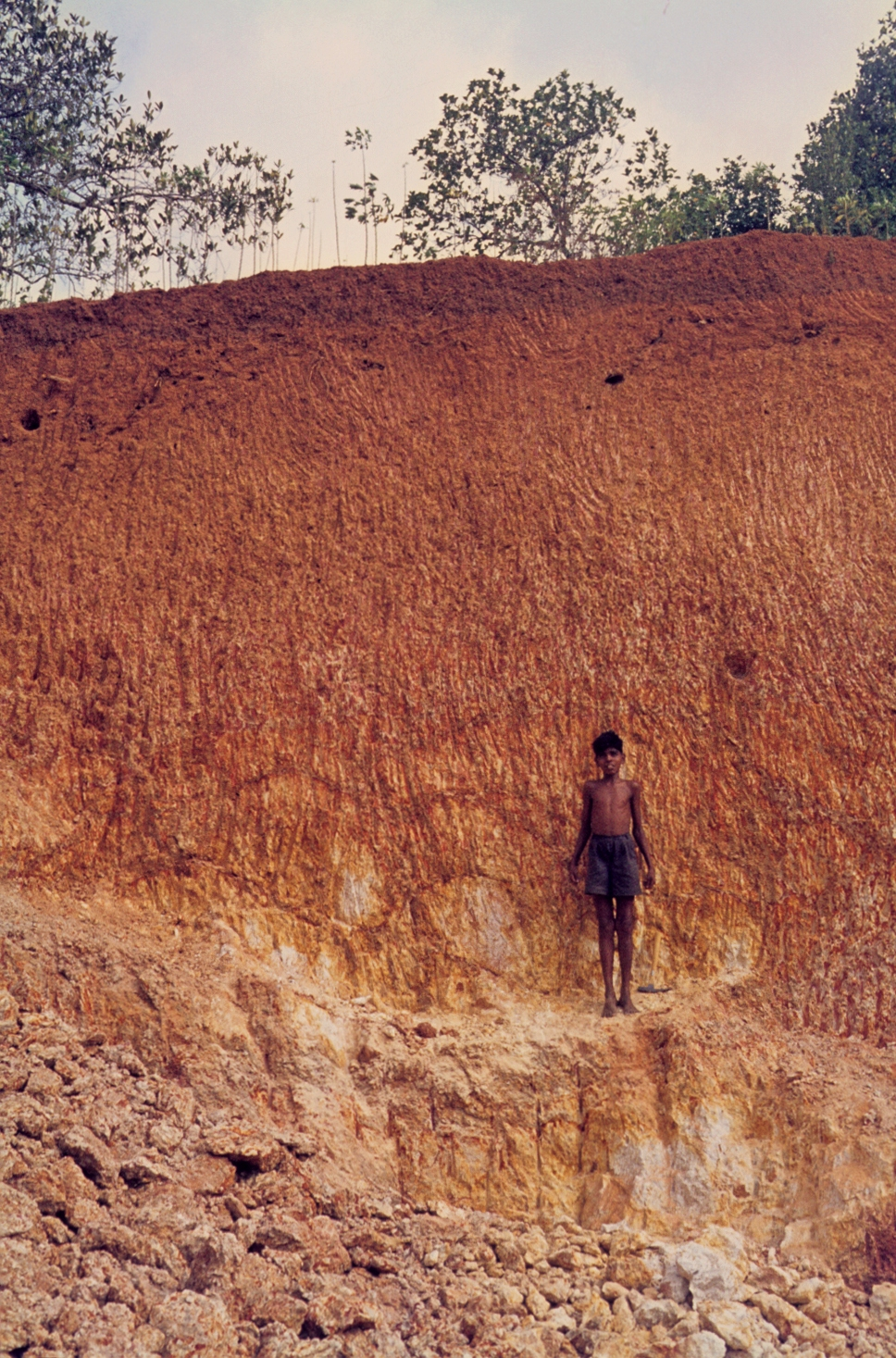
Un perfil laterítico: transición desde la base, una saprolita suelta hacia una fina laterita endurecida marrón, todo bajo un suelo laterítico (India)..

Las regiones ecuatoriales se caracterizan por una precipitación muy alta (generalmente de 1000 a 10 000 mm/año) y temperaturas altas y relativamente constantes durante el año (entre 20 °C y 30 °C).
En esas condiciones, la solubilización de la sílice es mucho mayor que en el medio templado. Da lugar a una lixiviación significativa del silicio (siempre en forma Si(HO)
4) proveniente del cuarzo, pero también a feldespatos y otros silicatos.
Este importante empobrecimiento da lugar a la formación de arcillas pobres en sílice, como la caolinita (Si/Al = 1).
En condiciones más extremas (temperaturas y pluviometría muy elevadas), la lixiviación del silicio puede ser casi total, lo que entraña la formación de minerales que no contienen (o poco) silicio, pero son muy ricos en aluminio (no lixiviados). Forman una roca conocida como bauxita. En su forma pura, está constituida de gibbsita, de fórmula Al(OH)
3, y varias formas de AlO(OH), la boehmita y diáspora. Es común que el hierro presente inicialmente como impurezas en el granito se acumule en la bauxita. De hecho, la forma estable del hierro en las condiciones de oxidación de la atmósfera es la forma Fe (III), que forma con el agua el precipitado (no soluble) Fe(OH)
3. Los suelos de bauxita se conocen como lateritas, o corazas lateríticas. Constituyen una cobertura relativamente impermeable e indurada.

## La alteración de las rocas carbonatadas
Las rocas carbonatadas están representadas en la superficie de la Tierra, en particular por las calizas (CaCO
3), y secundariamente por las dolomias ((Ca, Mg)CO
3). Los carbonatos donde el catión no es ni Ca2+
 ni Mg2+
 son extremadamente minoritarios , y no serán tratados aquí.

### Carbonato de calcio

#### Disolución en agua pura
Una pizca de tiza en agua pura no parece disolverse. De hecho, el carbonato de calcio es muy poco soluble en agua pura. Su constante de solubilidad (Ks) a 25 °C es de hecho aproximadamente 5.10-9 Por lo tanto, se podría esperar que la caliza solo fuese ligeramente alterable por el agua.

#### Disolución en agua cargada enCO2
Sin embargo, se constata que la misma pizca de tiza salpicada en un recipiente con agua gasificada se disuelve muy rápidamente. La explicación radica en el hecho de que el equilibrio:
CaCO
3 = Ca2+
 + CO2−
3 (1)
está, en un medio acuoso, en gran medida vinculado a los dos equilibrios ácido-básicos vinculados al CO2:
CO2 + 2H
2O =HCO−
3 + H
3O+
 (2)
HCO−
3 + H
2O = CO−
3 + H
3O+
  (3)
Según la ley de los equilibrios químicos, cada una de estas reacciones se desplaza tanto hacia la izquierda como sea el agua ácida (rica en iones H
3O+
). Ahora la reacción (2) (disolución del CO2 en el agua) produce iones H
3O+
; por lo tanto, el agua rica en CO2 favorece la solubilización del carbonato de calcio. Por lo tanto, el balance de las dos reacciones (disolución de piedra caliza y disolución de CO2) se puede escribir:
(1) (2) (3) CaCO
3 + CO2 +H
2O =2HCO−
3 + Ca2+

La constante de equilibrio de esta reacción, a 25 °C, es de 4,5.10-5, que es mucho más alta que la constante de disolución de la piedra caliza en agua pura. Por lo tanto, el agua cargada de CO2 tiene una capacidad mucho mayor para disolver la piedra caliza que el agua pura.
Como el CO2 es, como todos los gases, más soluble a medida que la temperatura es más baja, las aguas más frías son las que pueden contener la mayor cantidad de CO2. Este hecho interesante predice que la alteración de las rocas calizas probablemente sea mayor en las regiones húmedas y frías, es decir, en las regiones templadas.
La dolomitización se refiere a las diversas maneras sugeridas en las que una roca sedimentaria, predominantemente calcita rica en calcio, como la piedra caliza, puede transformarse en roca dolomita  rica en dolomita magnésica. La diagénesis es un probable culpable que involucra volúmenes de agua y bastante poco calor, como catalizador de intercambio iónico. La reacción es la siguiente:
2CaCO
3 (caliza)  + Mg2+
 → CaMg(CO
3)
2 (dolomita)  + Ca2+

#### Karst y modelo kárstico
El modelo característico de alteración de los macizos calcáreos en las regiones templadas es el modelado kárstico.

## Otros ejemplos de alteraciones minerales
- Oxidación: un ejemplo de oxidación común es cuando un mineral de hierro ferroso natural, como la pirita, se oxida para formar goetita u otros hidróxidos o sulfatos de hierro férrico.

- Hidratación y deshidratación: el yeso mineral común es un mineral de sulfato hidratado que se altera fácilmente a sulfato anhidro llamado anhidrita con desecación prolongada. Esta es una reacción reversible.

CaSO4·2H2O > CaSO4
- Caolinización: se refiere a la alteración del feldespato alcalino en la caolinita mineral de arcilla en presencia de soluciones ligeramente ácidas. La lluvia disuelve fácilmente el dióxido de carbono (CO2)  de la atmósfera, promoviendo la alteración de las rocas graníticas. Como muestra en la siguiente reacción, en presencia de ácido carbónico y agua, el feldespato potásico se altera a caolinita, con iones potasio, bicarbonato y sílice en solución como subproductos.

2 KAlSi3O8 + 2 H2CO3 + 9 H2O+Al2Si2O5(OH)4 + 4 H4SiO4 + 2 K+ + 2 HCO3−
- Epidotización: es el proceso de alteración en el que los feldespatos de plagioclasa se convierten en minerales del grupo epidota.

- Cloritización: es la alteración de los minerales de piroxeno o anfíboles en los minerales del grupo clorito. La cloritización es un proceso común en las transiciones metamórficas a las facies greenschist, y las facies anfibolita revierten el metamorfismo.
- Alteración por choque inducido: como se observó en los astroblemas y sus alrededores, tales como los cráteres de impacto, los cristales de sílice o cuarzo ordinarios pueden alterar los minerales stishovita y coesita como resultado de los impactos de meteoritos que producen un ambiente de extremadamente  alta presión y temperatura.
- Desintegración radioactiva: un ejemplo común de una alteración por desintegración radiactiva es cuando un elemento radiactivo que contiene circón o cristal de allanita se convierte en metamítico o amorfo debido a un daño estructural.
- Serpentinización: es el proceso de alteración que resulta en la formación del grupo de serpentina de minerales principalmente del grupo olivino, con la hidratación y los cambios en la presión como factores principales.

- Piritización: que implica el reemplazo iónico por átomos de hierro y azufre que se combinan para formar la pirita mineral.

- Opalización: es la alteración de la sílice amorfa, a menudo como restos orgánicos de microfósiles silíceos en rocas sedimentarias litificadas, en el ópalo mineraloide.

- Uralitizacion: es el proceso de alteración deuteriana del piroxeno (más comúnmente augita) para formar anfíboles (actinolita-tremolita). La alteración ocurre durante las etapas tardías de la cristalización magmática a bajas temperaturas (<500 °C) o durante eventos metamórficos de bajo grado (metamorfismo de facies subgreenschist). La reacción es paramórfica, lo que significa que la estructura del mineral se conserva, pero se modifica su química original.[16]